# Пенсборо (Западна Вирџинија)
Пенсборо (енгл. Pennsboro) град је у америчкој савезној држави Западна Вирџинија.

## Демографија
По попису из 2010. године број становника је 1.171, што је 28 (-2,3%) становника мање него 2000. године.
| Група             | 2000.         | 2010.         |
| Белци             | 1.175 (98,0%) | 1.142 (97,5%) |
| Афроамериканци    | 3 (0,3%)      | 3 (0,3%)      |
| Азијати           | 0 (0,0%)      | 1 (0,1%)      |
| Хиспаноамериканци | 9 (0,8%)      | 12 (1,0%)     |
| Укупно            | 1.199         | 1.171         |